# Zeylanacris
Zeylanacris är ett släkte av insekter. Zeylanacris ingår i familjen gräshoppor.
Kladogram enligt Catalogue of Life:
| Zeylanacris | \| \| Zeylanacris cingalensis \| \| \| \| \| \| Zeylanacris continentalis \| \| \| \| \| \| Zeylanacris crassibrachiatus \| \| \| \| |
|             | \| \| Zeylanacris cingalensis \| \| \| \| \| \| Zeylanacris continentalis \| \| \| \| \| \| Zeylanacris crassibrachiatus \| \| \| \| |
|             | Zeylanacris cingalensis |
|             | |
|             | Zeylanacris continentalis |
|             | |
|             | Zeylanacris crassibrachiatus |
|             | |